# Tunis Afrique Presse

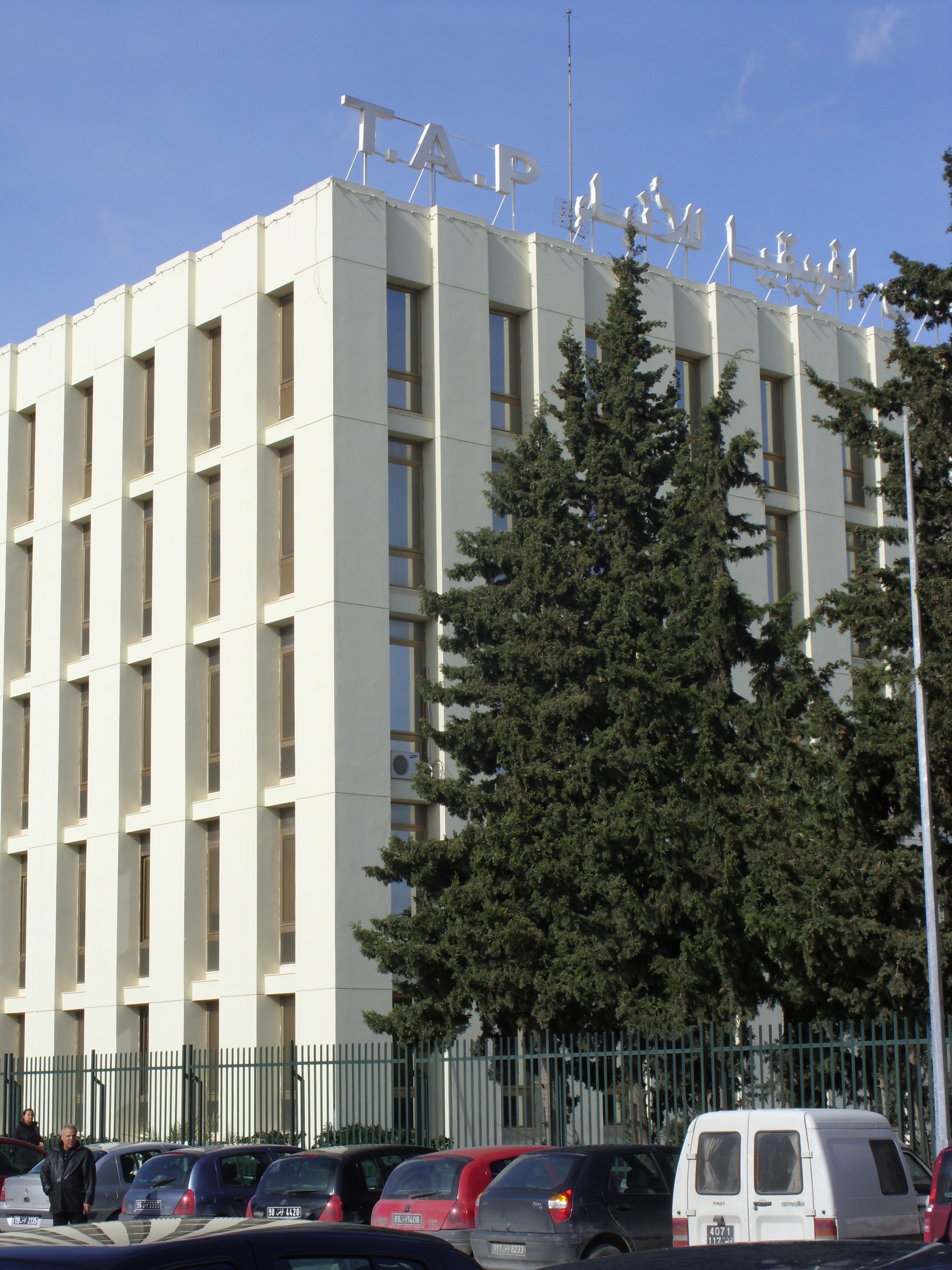
Die Zentrale der TAB (2009)

Die Tunis Afrique Presse (TAP) ist die staatliche Nachrichtenagentur Tunesiens. Sie wurde am 1. Januar 1961 gegründet und hat ihren Sitz in Tunis.